# The Uptown Horns
The Uptown Horns bezeichnet eine US-amerikanische Musikergruppe mit Blasinstrumenten, die international durch ihre Zusammenarbeit mit weltbekannten Musikgruppen und Einzelkünstlern bekannt wurde. 2022 wurde die Band in die New England Hall of Fame aufgenommen.

## Gründung
Die Gründung ist nicht ganz klar. Der Name Uptown Horns korrespondiert mit der wöchentlichen Zusammenkunft der Musiker ab 1980 im Nachtclub Tramps (E. 15th Street) bei der The Uptown Horns Party gefeiert wurde und zwei Jahre lang zahlreiche Gastkünstler durch die Musiker begleitet wurden; insbesondere Solomon Burke, Rufus Thomas, Mitch Ryder, Elvis Costello, Wayne Kramer, Dennis Coffey, David Johansen, Dr. John, Southside Johnny, Clarence Clemons, oder der Songwriter Doc Pomus.
Allerdings hatten die Bandmitglieder bereits vorher zusammengespielt; insbesondere in Brenda (Bergman) & The Real-Tones:

„I had this dream to create The Uptown Horns but the horns kept leaving to pursue their own gigs.“

„Ich hatte diesen Traum, The Uptown Horns zu gründen, aber die Bläser verließen die Band immer wieder, um ihre eigenen Gigs zu verfolgen.“

Die Begleitband trennte sich von Brenda und von dieser wiederum Hecht und Literal, die wiederum mit Cioe ein Trio bildeten, welches Hope dann im Nachtclub Max’s Kansas City in Downtown Manhattan kennenlernte. Das Trio hatte danach einige Gigs mit der Punk-Blues-Band The Nitecaps und nach einem dieser Auftritte bot ihnen Iggy Pop ein Engagement an, falls sie noch einen Posaunisten finden würden. Die rekrutierten nun Bob Hope und die besagten Veranstaltungen im Tramps begannen.
Paul Litteral behauptete 2021 in einem Interview sogar, er und Arno Hecht hätten die Formation schon 1978 gegründet. Das Iggy-Pop-Album Party von 1981 wurde jedenfalls die erste auf Tonträger veröffentlichte Mitwirkung der Uptown Horns.
Neben der Bezeichnung The Upton Horns, Real-Tones und Realtones existiert auch noch eine Single von 1984, auf der die Gruppe als The Uptown Horn bezeichnet wird. Auf ihrem Album von 1987 A Shot In The Dark wurde die Variante The Uptown Horn Band gewählt.

## The Realtones
Die Uptown Horns Partys endeten als Seth Justman Produzent und Keyboarder der J. Geils Band Blasinstrumente für das Album Freezeframe (1981) und eine Welttournee suchte. 1982 dann nochmal für das Album Showtime.
1981 waren sie Teil einer Begleitband für Solomon Burke (1984: Soul Live!) angeheuert, in der auch Marc Ribot (Gitarre) und Gabriel Rotello (Keyboard) mitwirkten und mit ihnen zusammen wieder als The Realtones bezeichnet wurde.
In dieser Formation waren sie schon mit Brenda & The Real-Tones aufgetreten, dort verstärkt durch Brenda Bergman, David Conrad, Bobby Kent, Ava Rosenbloom und Tony Pandolfo, welche in dieser Form wohl nie wieder zusammengespielt haben.

## Bläsersektion
Die Auftritte als Bläsersektion für anderen Musikgruppen und Künstler als Live- und Studiounterstützung sind zahlreich, u. a.:
| Band/Künstler                    | Jahr    | Zusammenarbeit                    | Anmerkung                                             |
| -------------------------------- | ------- | --------------------------------- | ----------------------------------------------------- |
| Rolling Stones                   | 1989/90 | Steel Wheels                      | Tour; Blasinstrumente des Albums waren The Kick Horns |
| Peter Wolf                       | 1998    | Fool's Parade                     | Album                                                 |
| Peter Wolf                       | 2002    | Sleepless                         | Album                                                 |
| Peter Wolf                       | 2010    | Midnight Souvenirs                | Album                                                 |
| James Brown                      | 1985    | Living in America                 | Lied                                                  |
| James Brown                      | 1986    | Gravity                           | Album                                                 |
| Joe Cocker                       | 1987    | Unchaim My Heart                  | Album                                                 |
| Buster Poindexter                | 1987    | Hot Hot Hot                       | Lied                                                  |
| James Montgomery (Blues) Band    | 2013    | From Detroit To The Delta         | Album                                                 |
| B-52s                            | 1989    | Love Shack                        | Lied                                                  |
| Tom Waits                        | 1985    | Rain Dogs                         | Album                                                 |
| Bronski Beat                     | 1984    | Age of Consent                    | Album                                                 |
| Iggy Pop                         | 1981    | Party                             | Album                                                 |
| The Communards                   | 1988    | There's More To Love              | Album                                                 |
| Cameo                            | 1986    | Word Up!                          | Album                                                 |
| Joan Jett                        | 1988    | I Hate Myself For Loving You      | Lied                                                  |
| Ohio Players                     |         |                                   | Tour                                                  |
| Albert Collins                   | 1986    | Cold Snap                         | Album                                                 |
| Albert Collins                   | 1991    | Iceman                            | Album                                                 |
| Robert Plant & The Honeydrippers | 1984    | EP: The Honeydrippers: Volume One | als The King Bees                                     |
| Robert Palmer                    |         |                                   |                                                       |
| Wylder                           | 2016    | Rain And Laura                    | Album; Credt als Crispin Cioe & Uptown Horns          |
| Twisted Sister                   | 1985    | Lied: Be Chrool to Your Scuel     | erschienen auf Come Out and Play                      |
| Run-D.M.C.                       | 1988    | Tougher Than Leather              |                                                       |

Die Band ist als Supporter weiterhin aktiv und ist 2022 live mit den Supergruppen The Hollywood All-Stars und The American Vinyl All-Star Band (featuring Jeff 'Skunk' Baxter) aufgetreten.
Am 16. April 2023 waren sie, neben Jeff Pitchell und Texas Flood, Special Guest auf dem "The Best of the 70s concerts featuring DizzyFish"-Tournee-Konzert im Toyota Oakdale Theatre in Wallingford (Connecticut).

## Diskografie

### Singles
- 1984 The Uptown Horn (Horn ohne s!): Sex With My Ex; produziert von Tony Taverner, EMI Records[5]

A-Seite:
1. Sex With My Ex (5:57); Missionary Mix, The Uptown Horn

B-Seite:
1. Effects With My Ex (4:09) The Uptown Horn
2. Rockin' On The Roadside (2:10), Arno Hecht
3. Sex With My Ex (3:37), Bob Telson

### Alben
- 1987: A Shot In The Dark, als The Uptown Horn Band
- 1993: The Uptown Horns Revue; mit Gastmusikern (Keith Richards, Peter Wolf, Robert Collins etc.)[11]

1. Sugar Melts When It’s Wet; Albert Collins – Gesang und Gitarre
2. Never Goin’ Down That Road Again, Ben Houston – Gesang, Arno Hecht – Tenorsaxophon-Solo
3. Imaginary People; Bernard Fowler – Vocal, Crispin Cioe –  Altsaxophon-Solo
4. Tell Me What You Want; Soozie Tyrell – Gesang,  Danny Draher – Gitarren-Solo
5. Trust Me, Peter Wolf – Vocal, Keith Richards – Gitarre
6. You Don’t Realize, Bernard Fowler – Gesang
7. Marylou’s; Soozie Tyrell  – Gesang, Arno Hecht  – Tenorsaxophon-Solo, Crispin Cloe – Baritonsaxophon und Saxophon-Solo, Charlie Giordano – Klavier-Solo
8. I’m Dealin’; Albert Collins – Gesang und Gitarre
9. Open The Door To Your Heart; Bernard Fowler – Gesang, Bob Funk, Posaunensolo
10. Odds Are Good That The Goods Are Odd; Ben Houston – Gesang, Larry Etkin – Trompetensolo